# Limousine Life
Pour plus de détails, voir Fiche technique et Distribution.
Limousine Life est un film américain réalisé par John Francis Dillon, sorti en 1918.

## Synopsis
Minnie Wills quitte son amoureux Jed Bronson, et la petite ville de Three Oaks, pour tenter sa chance à Chicago. Elle obtient un emploi de mannequin dans une boutique de mode et est remarquée par Moncure Kelts, un riche playboy. Touché par sa beauté et son innocence, Moncure lui propose de l'épouser, mais dès qu'elle a accepté, cette aventure perd de son intérêt pour lui et il cherche désespérément à se débarrasser d'elle. Contrôlant ses émotions, Minnie accepte de rompre leurs fiançailles en échange d'une limousine, d'une garde-robe, et d'un gros chèque, De retour à Three Oaks, Jed la demande en mariage. Après la cérémonie, Minnie convainc Jed de s'installer à Chicago. Leur entreprise fonctionne bien, et plus tard, lorsqu'ils croisent Moncure dans la rue, Minnie le remercie de cette nouvelle vie.

## Fiche technique
- Titre original : Limousine Life
- Réalisation : John Francis Dillon
- Scénario : Jack Cunningham, d'après une nouvelle de Ida M. Evans
- Photographie : Anton Nagy
- Société de production : Triangle Film Corporation
- Société de distribution : Triangle Distributing Corporation
- Pays de production :  États-Unis
- Langue originale : anglais
- Format : noir et blanc — 35 mm — 1,37:1 — Film muet
- Genre : Comédie
- Durée : 50 minutes (5 bobines)
- Dates de sortie :
  - États-Unis : 3 février 1918
- Licence : Domaine public

## Distribution
- Olive Thomas : Minnie Wills
- Lee Phelps : Moncure Kelts
- Joseph Bennett : Jed Bronson
- Lillian West : Gertrude Muldane
- Virginia Foltz : Miss Wilkins
- Alberta Lee : Mme Wills
- Lottie De Vaull : Mme Malvin
- Lillian Langdon : Mme Kelts
- Harry L. Rattenberry : M. Wills
- Jules Friquet : Jasper Bronson